# الكأس (نجم)
الكأس ألفا الباطية (Gamma Corvi) في قعر الكأس هو نجم ثنائي في كوكبة الباطية يسمى فالفلك الحديث Alkes. وهو الاسم الذي أختارة فريق عمل الاتحاد الفلكي الدولي للأسماء النجوم لهذا النجم في 12 سبتمبر 2016، والاسم الآن مدرج في فهرس الاتحاد الفلكي الدولي لأسماء النجوم.
نجم الكأس عملاق برتقالي من نوع الطيفي K1III. قدرة الظاهري 4.07 وقدرة المطلق +0.44 ، ويقدر عمرة بنحو 2.06 مليار سنة. يقع نجم الكأس على مسافة 174 سنة ضوئية من الأرض. ويعتقد أنة نجم من الفرع الأفقي ، وهذا يعني أنه الآن يتم صهر الهيليوم في نواتة بعد وميض هيليوم.